# Zygota excisor
Zygota excisor är en stekelart som först beskrevs av Zetterstedt 1840.  Zygota excisor ingår i släktet Zygota, och familjen hyllhornsteklar. Arten är reproducerande i Sverige.